# Диядин
Диядин, Диадин (тур. Diyadin; курд. Giyadîn; арм. Տատէոն) — город в иле Агры Турции. Расположен на берегу реки Мурат у подножия горы Тендюрек хребта Аладаглар. Является административным центром района Диядин. Население города на 2021 год составляло 20 302 человек.
В начале XIX века в городе было 500 домов армян и курдов. До конца 1820–х годов большую часть населения города составляли армяне. Однако в 1828-29 годах, после русско-персидской войны, местные армяне почти полностью переселились в присоединенную к Российской империи Восточную Армению. Диядин имел крепость, расположенную на скалистом берегу реки Мурат. В 1843 году она была разрушена.

## Достопримечательности
- Пещеры Мейя[5]
- Горячий источник (в 5-6 км от города находится знаменитый природный мост через реку Мурат, рядом с ним расположен горячий источник)[2][6]
- Церковь